# 内藤やす子
内藤 やす子（ないとう やすこ、1950年9月28日 - ）は、日本の女性歌手。本名は泰子。所属事務所はプロダクションオーロラ。血液型A型、身長155cm、体重42kg。
神奈川県横浜市本牧生まれ。豊島岡女子学園高等学校中退。

## 来歴・人物
父は寿々木菊若、母は三原咲子の芸名を持つ浪曲師であったが、泰子の生後間もなく一家で東京都板橋区に移り、新聞販売店を始める。幼少期から三味線、長唄、小学校3年から柔道を習う（初段）。中学時代に二葉百合子の弟子になるが三年で辞め、17歳の時アマチュアのロックバンドでヴォーカリストを務めた。マリファナはこの時代に覚える。
24歳の時スカウトされ1975年「弟よ」でデビュー。翌1976年の「想い出ぼろぼろ」が大ヒットし、この年の新人賞を総なめにする。翌年の大麻不法所持で一時芸能活動を停止した後。1984年にリリースした「六本木ララバイ」がヒットし、1986年の「あんた」は映画「極道の妻たち」のテーマ曲としてカラオケの定番となる。
昭和から平成に元号が変わった1989年の「第40回NHK紅白歌合戦」に初出場、翌1990年の「第41回NHK紅白歌合戦」にも2年連続2回目の出場を果たした。その後ディナーショーなどを中心に歌手活動を続け、1995年に21歳年下のオーストラリア人で英語教師のマイケル・クリスティンソンと結婚した。2006年5月28日、福島県福島市でのディナーショーの際に脳内出血で倒れて緊急入院。同年7月6日に退院したものの、その後は自宅療養生活に入り、長期間活動を休止していた。
一時は自身が歌手だったことさえ記憶を失う程病後の後遺症が残る中、夫の介護を受けながら懸命にリハビリを続け、丁度10年後の2016年3月に、本格的に歌手活動を再開することを発表。同年3月4日、「中居正広の金曜日のスマイルたちへ」（TBS）に久々テレビ出演を果たし、「弟よ」「想い出ぼろぼろ」などヒット曲を歌唱披露。翌3月5日には、iTunesの歌謡曲ダウンロードランキングで、再レコーディングの「内藤やす子ヒットメドレー2016」（弟よ〜想い出ぼろぼろ〜六本木ララバイ）が首位に登場。また同年夏には12年ぶりの新曲を出す予定。
同年6月29日に「あなたがいれば」が新曲として発売された。
新曲の他に「中居正広の金曜日のスマイルたちへ」でメドレーで歌唱した「弟よ〜想い出ぼろぼろ〜六本木ララバイ」を新録音でフルバージョン収録された。
7月26日原宿クロコダイルにて復活記念ライヴが行われた。

## 大麻取締法違反
1977年9月30日、それまで実力派シンガーとして着実に人気と実績を築いていた内藤であったが、ハンドバッグの中から大麻が見つかり大麻取締法違反で逮捕（起訴猶予）され、その後芸能活動休止を余儀なくされた。
この年は、7月に岩城滉一が覚醒剤取締法違反で逮捕されたのを皮切りに、入手ルートのジャズ喫茶経営者を端緒として大麻を吸引している芸能人が芋づる式に割り出され、ジョー山中、井上陽水、桑名正博、内田裕也、研ナオコ、美川憲一、にしきのあきら、上田正樹などの歌手が次々と大麻所持で逮捕されるという一大大麻禍が発生している。この1977年に逮捕された芸能関係者は60余名を数え、マスメディアが「芸能界大麻汚染」と名づける一大スキャンダルとなった。
内藤は前日に逮捕された研ナオコの日記から犯行が露見したものであった。この時に逮捕された芸能人には、内藤より年齢やキャリアが上回る大物も少なくなかったが、逮捕時点で最も曲がヒットしていた内藤は、芸能メディアの格好の標的となった。この事件と報道による影響と活動休止は内藤のシンガーとしてのキャリアに大きな瑕となって残り、新曲についても約1年半もの空白期間が発生することとなった。

## ディスコグラフィ

### シングル
- 1〜5・29・30：日本コロムビア、6〜10：ラジオシティ、11〜17：フィリップス、18〜24：テイチク、
25〜28：BMGビクター、31：地中海、32：ユニバーサル。

| #  | 発売日          | A/B面 | タイトル                     | 作詞         | 作曲              | 編曲         | 規格品番   |
| -- | --------------- | ----- | ---------------------------- | ------------ | ----------------- | ------------ | ---------- |
| 1  | 1975年 11月1日  | A面   | 弟よ                         | 橋本淳       | 川口真            | あかのたちお | AA-155     |
| 1  | 1975年 11月1日  | B面   | はずみで別れて               | なかにし礼   | 中村泰士          | あかのたちお | AA-155     |
| 2  | 1976年 4月25日  | A面   | 淋しい天使                   | 橋本淳       | 川口真            | あかのたちお | AA-185     |
| 2  | 1976年 4月25日  | B面   | よこはま流れ者               | 橋本淳       | 川口真            | あかのたちお | AA-185     |
| 3  | 1976年 9月1日   | A面   | 想い出ぼろぼろ               | 阿木燿子     | 宇崎竜童          | 馬飼野康二   | AK-25      |
| 3  | 1976年 9月1日   | B面   | ひとりぼっち                 | 橋本淳       | 川口真            | あかのたちお | AK-25      |
| 4  | 1977年 3月1日   | A面   | 私のいい人                   | 阿木燿子     | 宇崎竜童          | 馬飼野康二   | AK-65      |
| 4  | 1977年 3月1日   | B面   | ふるさと心中                 | 宇崎竜童     | 宇崎竜童          | 馬飼野康二   | AK-65      |
| 5  | 1977年 7月10日  | A面   | ターゲット                   | 喜多條忠     | 大野克夫          | 船山基紀     | AK-86      |
| 5  | 1977年 7月10日  | B面   | やぶれかぶれ                 | 吉岡治       | 丹羽応樹          | 馬飼野康二   | AK-86      |
| 6  | 1979年 3月1日   | A面   | やさしさ尋ね人               | 阿木燿子     | 宇崎竜童          | 若草恵       | RD-1015    |
| 6  | 1979年 3月1日   | B面   | 逆流                         | 阿木燿子     | 宇崎竜童          | 若草恵       | RD-1015    |
| 7  | 1979年 8月1日   | A面   | 反撥                         | 千家和也     | 浜口庫之助        | 竜崎孝路     | RD-2002    |
| 7  | 1979年 8月1日   | B面   | ゆらり ゆらりと…             | 小谷夏       | 徳久広司          | 小笠原寛     | RD-2002    |
| 8  | 1979年 11月1日  | A面   | お人好し                     | 阿木燿子     | 宇崎竜童          | 後藤次利     | RD-2006    |
| 8  | 1979年 11月1日  | B面   | さよならBye Blues            | 美樹克彦     | 美樹克彦          | 水谷公生     | RD-2006    |
| 9  | 1980年 6月21日  | A面   | モーニング トレイン          | 康珍化       | 亀井登志夫        | 水谷公生     | RD-4001    |
| 9  | 1980年 6月21日  | B面   | ジョニイ・オン・マイ・ソウル | 康珍化       | 西田恭平          | 水谷公生     | RD-4001    |
| 10 | 1981年 6月21日  | A面   | いろはにほへと               | 門谷憲二     | 新田一郎          | 新田一郎     | RD-4023    |
| 10 | 1981年 6月21日  | B面   | ダウンタウン・レイン         | 康珍化       | 亀井登志夫        | 新田一郎     | RD-4023    |
| 11 | 1983年 1月25日  | A面   | こころ乱して 運命かえて      | 阿久悠       | 芳野藤丸          | 甲斐正人     | 7PL-109    |
| 11 | 1983年 1月25日  | B面   | 哀しみゆらゆら               | 中村ブン     | 小坂恭子          | 藤田大土     | 7PL-109    |
| 12 | 1983年 10月21日 | A面   | ラヴ・イズ・オーヴァー       | 伊藤薫       | 伊藤薫            | 中村暢之     | 7PL-135    |
| 12 | 1983年 10月21日 | B面   | あなたにはわからない         | 康珍化       | 亀井登志夫        | 鷺巣詩郎     | 7PL-135    |
| 13 | 1984年 5月1日   | A面   | 野暮                         | 小椋佳       | 川島康子          | 川口真       | 7PL-156    |
| 13 | 1984年 5月1日   | B面   | 家へおいでよ                 | 門谷憲二     | 武谷光            | 川口真       | 7PL-156    |
| 14 | 1984年 10月21日 | A面   | 六本木ララバイ               | エド山口     | エド山口 岡田史郎 | 松井忠重     | 7PL-168    |
| 14 | 1984年 10月21日 | B面   | YESTERDAY NIGHT              | 康珍化       | 亀井登志夫        | 鷺巣詩郎     | 7PL-168    |
| 15 | 1986年 4月5日   | A面   | わたしを棄てたらこわいよ     | 阿久悠       | 芳野藤丸          | 甲斐正人     | 7PL-221    |
| 15 | 1986年 4月5日   | B面   | 翔びそこない                 | 阿久悠       | 芳野藤丸          | 中村暢之     | 7PL-221    |
| 16 | 1986年 10月16日 | A面   | あんた                       | 荒木とよひさ | 三木たかし        | 瀬尾一三     | 7PL-235    |
| 16 | 1986年 10月16日 | B面   | さりげなくLONELY NIGHT       | 佐藤三樹夫   | 佐藤三樹夫        | 佐藤三樹夫   | 7PL-235    |
| 17 | 1986年 12月21日 | A面   | 涙の色                       | 竹花いち子   | 亀井登志夫        | 清水信之     | 7PL-237    |
| 17 | 1986年 12月21日 | B面   | BYE BYE YESTERDAY            | 山本アキラ   | 山本アキラ        | 松井忠重     | 7PL-237    |
| 18 | 1987年 5月1日   | A面   | 街角すみれ                   | 門谷憲二     | 鈴木キサブロー    | 川村栄二     | RE-756     |
| 18 | 1987年 5月1日   | B面   | 逃げましょ今宵               | 門谷憲二     | 佐藤三樹夫        | 川村栄二     | RE-756     |
| 19 | 1988年 2月21日  | A面   | 落日                         | 神田エミ     | G.Nannini         | 大谷和夫     | RE-815     |
| 19 | 1988年 2月21日  | B面   | 鳳仙情歌                     | 五木寛之     | 小林亜星          | 松井忠重     | RE-815     |
| 20 | 1989年 2月21日  | 01    | ひきょう                     | 大津あきら   | 鈴木キサブロー    | 椎名和夫     | 10CH-54    |
| 20 | 1989年 2月21日  | 02    | 何よ!!                       | 大津あきら   | 鈴木キサブロー    | 椎名和夫     | 10CH-54    |
| 21 | 1989年 9月30日  | 01    | USAGI                        | 阿久悠       | 三木たかし        | Edison       | CBRC-5     |
| 21 | 1989年 9月30日  | 02    | 紙のヒコーキ                 | 阿久悠       | 三木たかし        | Edison       | CBRC-5     |
| 22 | 1990年 4月21日  | 01    | KOKU-HAKU vol.1              | 阿木燿子     | 宇崎竜童          | 関淳二郎     | CARC-41    |
| 22 | 1990年 4月21日  | 02    | 告白 vol.2                   | 阿木燿子     | 宇崎竜童          | 梅垣達志     | CARC-41    |
| 23 | 1991年 1月21日  | 01    | 夢・旅人                     | 石坂まさを   | 吉実明宏          | 梅垣達志     | TEDA-10042 |
| 23 | 1991年 1月21日  | 02    | 情断                         | 中村泰士     | 中村泰士          | 若草恵       | TEDA-10042 |
| 24 | 1991年 9月21日  | 01    | NO MORE ENCORE               | 阿木燿子     | 宇崎竜童          | 米光亮       | TEDA-89    |
| 24 | 1991年 9月21日  | 02    | 夢みた頃から                 | 山崎羽咲     | 中崎英也          | 関淳二郎     | TEDA-89    |
| 25 | 1993年 7月21日  | 01    | IT'S ONLY LOVE               | 安藤芳彦     | 馬飼野康二        | 小野沢篤     | BVDR-184   |
| 25 | 1993年 7月21日  | 02    | I WANNA BE FREE              | 安藤芳彦     | 馬飼野康二        | 土方隆行     | BVDR-184   |
| 26 | 1993年 11月3日  | 01    | 冬の稲妻                     | 谷村新司     | 堀内孝雄          | 土方隆行     | BVDR-209   |
| 26 | 1993年 11月3日  | 02    | SOMEBODY WHO LOVES YOU       | 吉沢久美子   | 馬飼野康二        | 小野沢篤     | BVDR-209   |
| 27 | 1995年 11月22日 | 01    | Calling You                  | 安藤芳彦     | 馬飼野康二        | 馬飼野康二   | BVDR-1071  |
| 27 | 1995年 11月22日 | 02    | 愛の隣りに愛                 | 大津あきら   | 馬飼野康二        | 馬飼野康二   | BVDR-1071  |
| 28 | 1996年 7月24日  | 01    | 愛はLA VENUS                 | 安藤芳彦     | 福岡ユタカ        | 福岡ユタカ   | BVDR-1112  |
| 28 | 1996年 7月24日  | 02    | LONELY EYES                  | 安藤芳彦     | 馬飼野康二        | 小野沢篤     | BVDR-1112  |
| 29 | 1998年 7月18日  | 01    | 新宿はぐれ鳥                 | 菅麻貴子     | 杉本真人          | 馬飼野俊一   | CODA-1590  |
| 29 | 1998年 7月18日  | 02    | 夜明けのすずめ               | 菅麻貴子     | 杉本真人          | 馬飼野俊一   | CODA-1590  |
| 30 | 2000年 11月18日 | 01    | 恋通り                       | つんく       | つんく            | 小西貴雄     | COCA-15379 |
| 30 | 2000年 11月18日 | 02    | 女ざかり                     | つんく       | つんく            | 高橋諭一     | COCA-15379 |
| 31 | 2004年 2月4日   | 01    | 鴎〜グラロス〜               | 松井五郎     | 都志見隆          | 船山基紀     | EPCE-2022  |
| 31 | 2004年 2月4日   | 02    | 風の鈴〜ラ・クロシェット〜   | 松井五郎     | 上野義雄          | 船山基紀     | EPCE-2022  |
| 32 | 2016年 6月29日  | 01    | あなたがいれば               | さくらちさと | 前田克樹          | 佐藤和豊     | UPCY-5024  |
| 32 | 2016年 6月29日  | 02    | 弟よ                         | 橋本淳       | 川口真            | 佐藤和豊     | UPCY-5024  |
| 32 | 2016年 6月29日  | 03    | 想い出ぼろぼろ               | 阿木燿子     | 宇崎竜童          | 佐藤和豊     | UPCY-5024  |
| 32 | 2016年 6月29日  | 04    | 六本木ララバイ               | エド山口     | エド山口 岡田史郎 | 佐藤和豊     | UPCY-5024  |

### アルバム

#### カバー・アルバム
| 発売日         | レーベル | 規格 | 規格品番  | タイトル                     |
| -------------- | -------- | ---- | --------- | ---------------------------- |
| 1984年1月      | PHILIPS  | LP   | 28PL-73   | I Miss You〜愛のつづれ織り〜 |
| 1985年2月      | PHILIPS  | LP   | 28PL-91   | Hold Me                      |
| 1985年2月      | PHILIPS  | CD   | 32LD-28   | Hold Me                      |
| 1985年10月     | PHILIPS  | LP   | 28PL-108  | ハートエイクス               |
| 1987年9月21日  | テイチク | LP   | 30CH-266  | SONGS                        |
| 1988年9月21日  | テイチク | LP   | 30CH-326  | Songs II                     |
| 2002年11月27日 | ZETIMA   | CD   | EPCE-2012 | CHE SARA〜ケ・サラ〜         |

#### ベスト・アルバム
| 発売日         | レーベル                 | 規格 | 規格品番   | タイトル                                  |
| -------------- | ------------------------ | ---- | ---------- | ----------------------------------------- |
| 1986年2月1日   | コロムビア               | LP   | 32C31-7783 | ベスト・ヒット                            |
| 1987年2月25日  | マーキュリー             | LP   | 32LD-97    | オリジナル BEST10                         |
| 1989年3月1日   | テイチク                 | LP   | 30CH-373   | MAKE UP〜内藤やす子オリジナルベストヒット |
| 1989年8月15日  | マーキュリー             | LP   | PLD-8014   | 内藤やす子/THE BEST                       |
| 1989年10月15日 | テイチク                 | LP   | 28DA-35    | 内藤やす子全曲集                          |
| 1989年12月16日 | テイチク                 | CD   | TECA-28008 | 内藤やす子ベスト・ヒット集                |
| 1990年10月25日 | テイチク                 | CD   | TECA-30131 | SUPER BEST 内藤やす子 全曲集              |
| 1991年10月25日 | テイチク                 | CD   | TECA-30303 | 内藤やす子全曲集                          |
| 1991年12月18日 | テイチク                 | CD   | TECA-30347 | BLOOD TRANSFUSION                         |
| 1992年7月22日  | テイチク                 | CD   | TECA-30397 | 内藤やす子ベストヒット                    |
| 1993年9月21日  | コロムビア               | CD   | COCA-11023 | 内藤やす子/弟よ〜CD文庫1800               |
| 1994年10月21日 | テイチク                 | CD   | TECA-30565 | 内藤やす子全曲集                          |
| 1995年1月25日  | マーキュリー             | CD   | PHCL-2040  | NEW BEST                                  |
| 1997年6月21日  | テイチク                 | CD   | TECE-28022 | 全曲集                                    |
| 1998年9月19日  | コロムビア               | CD   | COCP-30042 | 新宿はぐれ鳥                              |
| 2000年9月21日  | テイチク                 | CD   | TECE-25190 | 内藤やす子全曲集〜想い出ぼろぼろ〜        |
| 2001年12月19日 | キティMME                | CD   | UMCK-8514  | スーパー・バリュー/内藤やすこ             |
| 2003年11月26日 | ユニバーサル             | CD   | UICZ-6042  | ゴールデン☆ベスト 内藤やす子              |
| 2004年9月1日   | テイチク                 | CD   | TECE-1025  | 内藤やす子 定番ベスト                     |
| 2006年8月30日  | ユニバーサルJ            | CD   | UPCY-6174  | ベストヒット&カラオケ 内藤やす子          |
| 2007年1月17日  | ユニバーサル             | CD   | UPCY-9085  | 内藤やす子 ベスト10                       |
| 2007年8月22日  | コロムビア               | CD   | COCP-34466 | Essential Best 内藤やす子                 |
| 2009年9月23日  | テイチク                 | CD   | TECE-1065  | テイチク ミリオンシリーズ 内藤やす子      |
| 2016年9月28日  | ユニバーサルミュージック | CD   | UPCY-7173  | コンプリートベスト                        |

#### 参加作品
| リリース日    | レーベル | 規格 | 規格品番  | アーティスト | タイトル       |
| ------------- | -------- | ---- | --------- | ------------ | -------------- |
| 1992年8月21日 | ソニー   | CD   | SRCL-2453 | EVE          | JACK AND BETTY |

## タイアップなど
| 発売年 | 曲名                     | 作品                                                          |
| ------ | ------------------------ | ------------------------------------------------------------- |
| 1983年 | こころ乱して運命かえて   | 東映配給映画「人生劇場」 主題歌                               |
| 1986年 | あんた                   | 東映配給映画「極道の妻たち」 テーマ曲                         |
| 1986年 | わたしを棄てたらこわいよ | ニッカウヰスキー「ニューブレンド・ハイニッカ」 CMソング       |
| 1988年 | 鳳仙情歌                 | フジテレビ系ザ・ドラマチックナイト「艶歌・旅の終りに」 主題歌 |
| 1991年 | 夢・旅人                 | テレビ東京系ドラマ「月曜・女のサスペンス」 主題歌             |
| 1993年 | 冬の稲妻                 | キリンビール「冬仕立て」 CMソング                             |
| 1995年 | Calling You              | 月桂冠「月桂冠」 CMソング                                     |
| 1996年 | 愛はLAVENUS              | 花王「ラビナス」 CMソング                                     |

## 主なテレビ出演
- お玉・幸造夫婦です（よみうりテレビ）
- 月曜・女のサスペンス　夜の終わる時（テレビ東京） - 特別出演
- BS日本のうた（NHK BS2）

### 2016年以降の復帰出演番組
- 中居正広の金曜日のスマイルたちへ（TBS、2016年3月4日放送）「内藤やす子今夜10年ぶりに奇跡の復活SP!」 - 『弟よ』『想い出ぼろぼろ』『六本木ララバイ』を歌唱
- 日本の名曲 人生、歌がある（BS朝日 / 制作：P＆D、2016年3月30日放送）「内藤やす子10年ぶりカムバック」[6]
- 徹子の部屋（テレビ朝日、2016年7月5日放送）「涙の熱唱！ 脳出血から奇跡の復活」『想い出ぼろぼろ』『六本木ララバイ』を歌唱後、21歳年下の夫・豪州出身のマイケル・クリスティンソンと共に登場[7]
- 音楽の日2016（TBS、2016年7月18日）生放送で復帰までのVTRの後に『六本木ララバイ』を生オーケストラの演奏で熱唱した。
- 夏祭りにっぽんの歌（テレビ東京、2016年8月14日放送）『想い出ぼろぼろ』
- あなたの歌謡リクエスト（BSフジ、2016年8月19日放送）『六本木ララバイ』
- 第47回思い出のメロディー（NHK総合・ラジオ第1、2016年8月27日放送）『六本木ララバイ』
- 日本の名曲 人生、歌がある（BS朝日 / 制作：P＆D、2016年12月7日）生放送！5時間スペシャル『弟よ』
- 由紀さおりの素敵な音楽館（BS-TBS、2016年12月12日）「由紀さおりの素敵な日本レコード大賞」最優秀新人賞曲『想い出ぼろぼろ』、『弟よ』
- 日本歌手協会・第43回歌謡祭・歌謡フェスティバル（中野サンプラザ 2016年11月収録、12月・2017年1月放送、主催：日本歌手協会、放送：BSジャパン）「10年ぶりに歌手活動を再開・お帰りなさい!内藤やす子」『弟よ』『あなたがいれば』
- 新・BS日本のうた（NHK BSP、2017年5月14日放送、愛知県瀬戸市）「あの歌に再会」のコーナーで復帰に至るまでの経緯を話し『想い出ぼろぼろ』を熱唱。
- 徳光和夫の名曲にっぽん（BSジャパン、2017年7月21日）『想い出ぼろぼろ』、藤圭子との出会いエピソードを語り『圭子の夢は夜ひらく』を熱唱。
- 日本歌手協会・第44回歌謡祭・歌謡フェスティバル（中野サンプラザ 2017年12月収録・2018年1月3日放送（第3夜）、主催：日本歌手協会、放送：BSジャパン）『六本木ララバイ』

### NHK紅白歌合戦出場歴
（NHK総合・ラジオ第1）
| 年度/放送回                 | 回 | 曲目              | 出演順 | 対戦相手               |
| --------------------------- | -- | ----------------- | ------ | ---------------------- |
| 1989年（平成元年） / 第40回 | 初 | 六本木ララバイ'90 | 01/20  | 武田鉄矢               |
| 1990年（平成2年）/第41回    | 2  | KOKU－HAKU Vol.I  | 05/29  | ガリー・バレンシアーノ |

注意点
- 出演順は「出演順/出場者数」で表す。

## 著書
- 『迷って生きて』（日本放送出版協会）1993年6月

## 受賞歴
- 銀座音楽祭（主催：ニッポン放送、1976年）第6回 グランプリ
- FNS歌謡祭グランプリ（フジテレビ、1976年）第3回 最優秀新人賞 「弟よ」
- 日本有線大賞（TBS、1976年）第9回 新人賞 、最優秀新人賞「想い出ぼろぼろ」
- 全日本有線放送大賞（よみうりテレビ、1976年）第9回 最優秀新人賞 「弟よ」
- 日本歌謡大賞（主催：放送音楽プロデューサー連盟 / 制作：フジテレビ、1976年）第7回 放送音楽新人賞「想い出ぼろぼろ」
- 日本レコード大賞（主催：日本作曲家協会 / 制作：TBSテレビ・ラジオ、1976年）第18回 最優秀新人賞 「想い出ぼろぼろ」